# Conseil régional de Drâa-Tafilalet
Boulevard Moulay Ali Cherif, Errachidia.
Le conseil régional de Drâa-Tafilalet est l'assemblée délibérante de la région marocaine Drâa-Tafilalet, collectivité territoriale décentralisée agissant sur le territoire régional. Il est composé de 45 conseillers régionaux élus pour 6 ans au suffrage universel direct et présidé par Hro Abrou depuis 2021.

## Siège
Le Conseil régional de Drâa-Tafilalet se trouve dans le boulevard Moulay Ali Cherif, Errachidia

## Présidents
| Période   | Président | Président         | Parti | Parti |
| --------- | --------- | ----------------- | ----- | ----- |
| 2015-2021 |           | El Habib Choubani |       | PJD   |
| 2021-     |           | Hro Abrou         |       | RNI   |